# Eugênio de Araújo Sales
Eugenio de Araujo Sales (Acari, 8 novembre 1920 – Rio de Janeiro, 9 luglio 2012) è stato un cardinale e arcivescovo cattolico brasiliano.

## Biografia
Nato in Acari, diocesi di Caicó, dopo gli studi umanistici, è entrato in seminario. Ordinato sacerdote il 21 novembre 1943, ha esercitato il ministero negli ambienti rurali. In seguito, è stato chiamato nel Seminario di Natal per ricoprire gli incarichi di economo, professore e direttore spirituale. Nominato da papa Pio XII - a soli 34 anni - vescovo titolare di Tibica e ausiliare per l'arcidiocesi di Natal il 1º giugno 1954, ha ricevuto la consacrazione episcopale il 15 agosto dello stesso anno.
Nell'ottobre del 1962 è succeduto - in qualità di amministratore apostolico sede plena - all'Arcivescovo di Natal. In questa sede ha promosso una serie di iniziative subito diffusesi in tutto il nord-est del Brasile: ha fondato il servizio di assistenza sociale per i lavoratori rurali, per i quali ha pure realizzato dei centri per l'educazione di base, e dato inizio a trasmissioni radiofoniche per l'istruzione elementare e media dei ragazzi che non potevano raggiungere le scuole della città e dei vari centri.
Nel 1964, in seguito alle precarie condizioni di salute del cardinale Augusto Álvaro da Silva, è stato nominato amministratore apostolico sede plena dell'Arcidiocesi di São Salvador da Bahia e ne è divenuto arcivescovo il 29 ottobre 1968. In questa arcidiocesi intraprese nuove iniziative pastorali e si è adoperato per la promozione sociale delle fasce meno abbienti della popolazione, anche in qualità di Presidente del Segretariato nazionale brasiliano per l'azione sociale.
Durante il Concilio Vaticano II è stato membro della Commissione per l'apostolato dei laici e della Commissione mista che elaborò lo schema della Gaudium et spes. Papa Paolo VI lo ha innalzato alla dignità cardinalizia nel concistoro del 28 aprile 1969. Per più di trent'anni, dal 13 marzo 1971 al 25 luglio 2001, è stato arcivescovo di São Sebastião do Rio de Janeiro.
Rilevante è stata pure la sua attività nell'ambito del Consiglio episcopale latinoamericano (CELAM) dove ha diretto il dipartimento per l'azione sociale. Dal 22 giugno 1972 al 3 ottobre 2001 è stato anche Ordinario per i fedeli di rito orientale sprovvisti di Ordinario del proprio rito. Presidente Delegato all'Assemblea Speciale per l'America del Sinodo dei vescovi (16 novembre - 12 dicembre 1997).
A seguito della morte del cardinale coreano Stephen Kim Sou-hwan, arcivescovo emerito di Seul, dal 16 febbraio 2009 ricopre la carica, prettamente onorifica, di cardinale protopresbitero essendo, all'interno dell'ordine dei preti nel collegio cardinalizio, il cardinale più anziano di nomina.
Il 9 luglio 2012 si spegne a Rio de Janeiro all'età di 91 anni per un attacco cardiaco. Gli succede in qualità di protopresbitero il cardinale Paulo Evaristo Arns, suo connazionale. È sepolto nella cattedrale di Rio de Janeiro.

## Genealogia episcopale e successione apostolica
La genealogia episcopale è:
- Cardinale Scipione Rebiba
- Cardinale Giulio Antonio Santori
- Cardinale Girolamo Bernerio, O.P.
- Arcivescovo Galeazzo Sanvitale
- Cardinale Ludovico Ludovisi
- Cardinale Luigi Caetani
- Cardinale Ulderico Carpegna
- Cardinale Paluzzo Paluzzi Altieri degli Albertoni
- Papa Benedetto XIII
- Papa Benedetto XIV
- Papa Clemente XIII
- Cardinale Marcantonio Colonna
- Cardinale Giacinto Sigismondo Gerdil, B.
- Cardinale Giulio Maria della Somaglia
- Cardinale Carlo Odescalchi, S.I.
- Cardinale Costantino Patrizi Naro
- Cardinale Lucido Maria Parocchi
- Arcivescovo Adauctus Aurélio de Miranda Henriques
- Arcivescovo Moisés Ferreira Coelho
- Arcivescovo José de Medeiros Delgado
- Cardinale Eugênio de Araújo Sales

La successione apostolica è:
- Arcivescovo Nivaldo Monte (1963)
- Vescovo Valfredo Bernardo Tepe, O.F.M. (1967)
- Arcivescovo Miguel Câmara Filho (1970)
- Vescovo Silvério Jarbas Paulo de Albuquerque, O.F.M. (1970)
- Arcivescovo Alair Vilar Fernandes de Melo (1970)
- Vescovo Eduardo Koaik (1974)
- Vescovo Karl Josef Romer (1975)
- Arcivescovo Carlos Alberto Etchandy Gimeno Navarro (1975)
- Arcivescovo Celso José Pinto da Silva (1978)
- Arcivescovo Heitor de Araújo Sales (1978)
- Vescovo Romeu Brigenti (1979)
- Vescovo Affonso Felippe Gregory (1979)
- Arcivescovo José Palmeira Lessa (1982)
- Vescovo João d’Avila Moreira Lima (1982)
- Vescovo José Carlos de Lima Vaz, S.I. (1987)
- Vescovo Narbal da Costa Stencel (1987)
- Vescovo João Maria Messi, O.S.M. (1988)
- Vescovo Elias James Manning, O.F.M.Conv. (1990)
- Vescovo Rafael Llano Cifuentes (1990)
- Vescovo Augusto José Zini Filho (1994)
- Arcivescovo Filippo Santoro (1996)
- Vescovo José Ubiratan Lopes, O.F.M.Cap. (2000)